# Rückhaltebecken Glashütte
Das Hochwasserrückhaltebecken Glashütte ist ein Rückhaltebecken im Freistaat Sachsen. Es dient dem Hochwasserschutz im Müglitztal (Osterzgebirge).

## Absperrbauwerk
Das ursprüngliche Absperrbauwerk war ein homogener Erddamm. Das Bauwerk wurde 1951–1953 oberhalb von Glashütte gebaut. Das gestaute Gewässer ist der Brießnitzbach (auch Prießnitz genannt), ein Nebenfluss der Müglitz. Das Becken ist im Normalfall leer, also ein „grünes Becken“, und wird nur bei Hochwasser eingestaut.

## Zerstörung des Dammes
Der Damm wurde beim Hochwasser im August 2002 zerstört. Er brach am 12. August 2002 etwa um 16:30 Uhr. Die Flutwelle verursachte keine Todesopfer, rief aber im vom Hochwasser der Müglitz bis dato nicht betroffenen Stadtzentrum von Glashütte beträchtliche Beschädigungen und Zerstörungen hervor. Im Müglitztal war aufgrund der allgemein schweren Hochwassersituation kaum eine nennenswerte Schadensverstärkung durch den Dammbruch zu verzeichnen. Der Staudamm wurde 2006 in der ursprünglichen Höhe wieder aufgebaut. Die Wiederaufbaukosten beliefen sich auf ca. 2,5 Mio. Euro.

## Ausbau

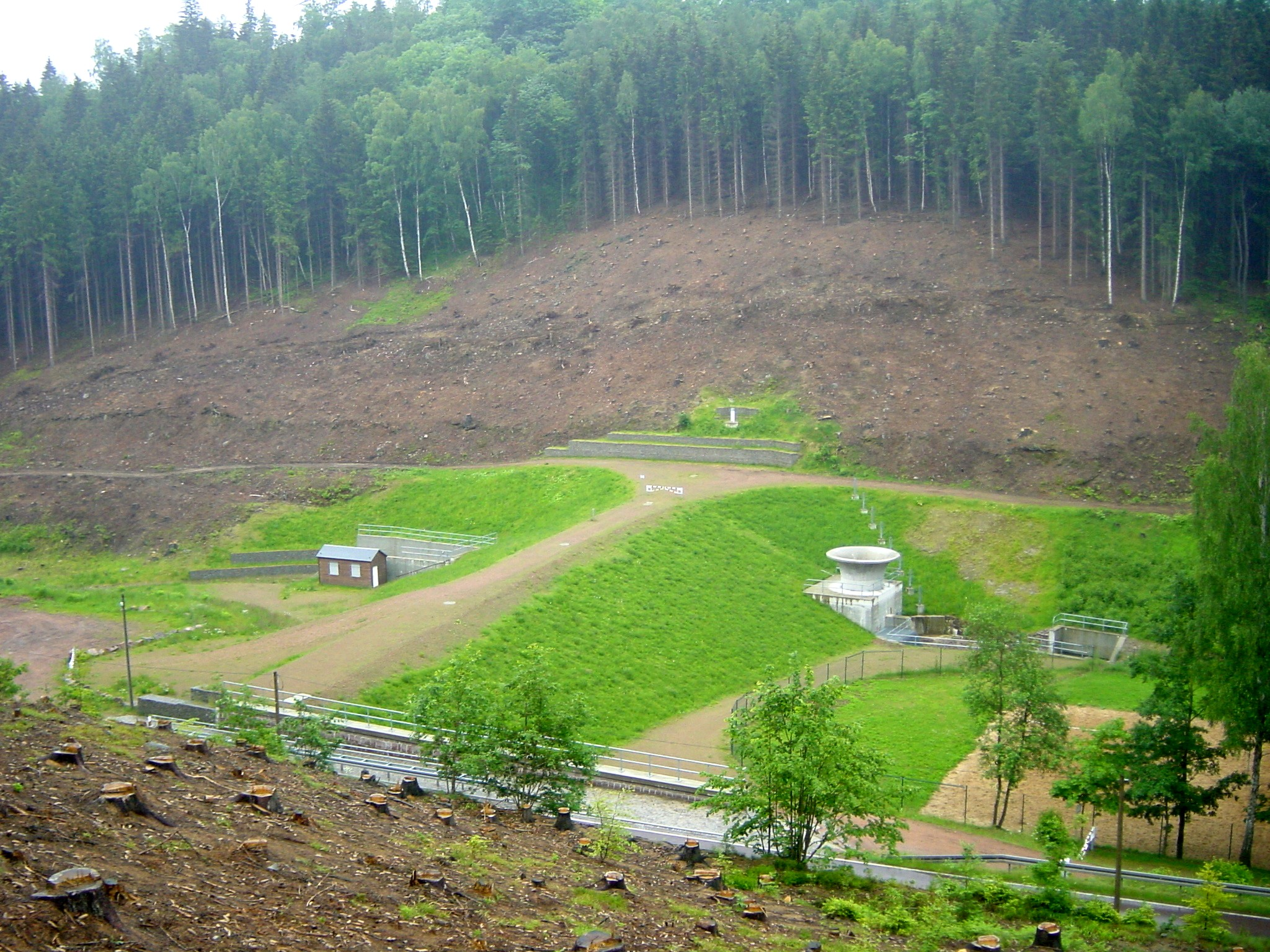
Der Bauplatz für den großen Damm wurde 2009 bereits freigeschlagen

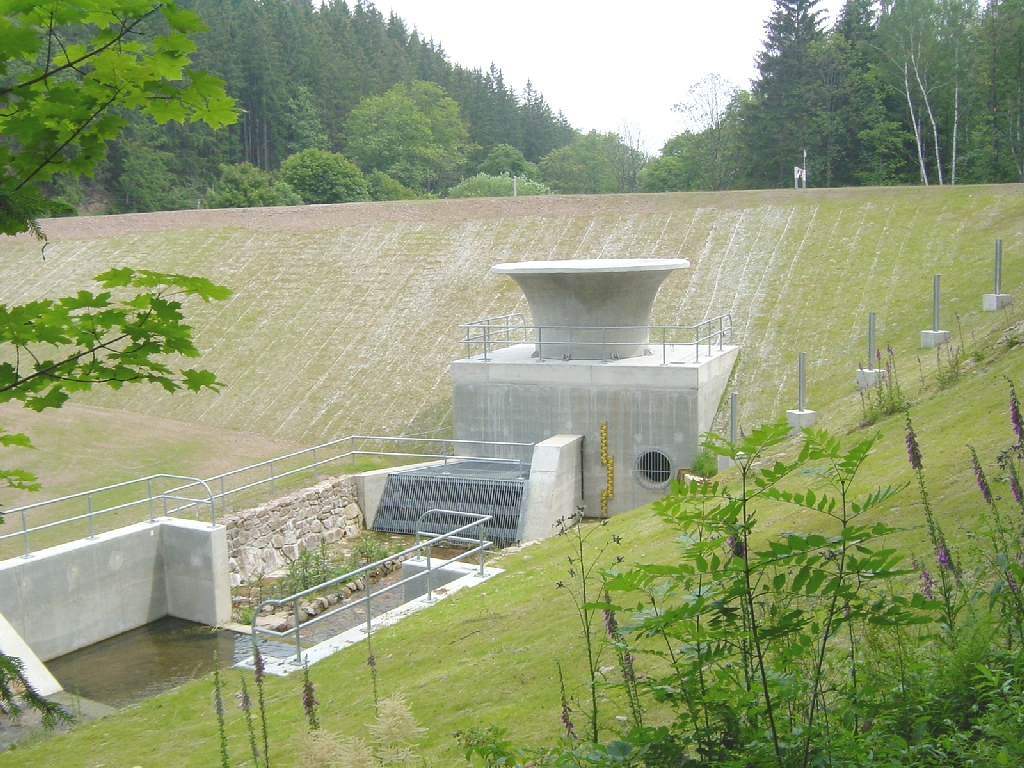
Der wieder aufgebaute Damm 2007, mit Hochwasser-Überlauf

Die Landestalsperrenverwaltung Sachsen baute im Zuge der Umsetzung von erweiterten Hochwasserschutzkonzepten, die nach der Flut 2002 erarbeitet wurden, das Rückhaltebecken aus. Der neue Prießnitzdamm weist folgende Daten auf:
- Dammhöhe: 28,28 m über Gewässersohle
- Kronenlänge: 184 m
- Kronenbreite: 5 m
- Stauraum: 1,05 Mio. m³

Der Ausbau machte eine abschnittsweise Neutrassierung der Straße nach Johnsbach sowie der Zufahrt zum Stadtbad notwendig. Der Umbau begann im Februar 2009 mit zunächst geschätzten Kosten von ca. 12 Millionen Euro.
Nach mehr als dreijähriger Bauzeit wurde das Hochwasserrückhaltebecken in Glashütte am 11. November 2013 eingeweiht. Die Baukosten betrugen schließlich rund 26 Millionen Euro.